# Pic Huron
Pour les articles homonymes, voir Huron (homonymie).
Le pic Huron, en anglais Huron Peak, est un sommet montagneux américain dans le comté de Chaffee, au Colorado. Il culmine à 4 268 mètres d'altitude dans les pics Collegiate. Il est protégé au sein de la forêt nationale de San Isabel et de la Collegiate Peaks Wilderness.